# Cosme Fernandes
Cosme Persona Fernandes o El Licenciado Maestro de Cananeia (en portugués: Bacharel de Cananeia) fue un degredado portugués en 1501 enviado al sur del litoral de São Paulo, donde, de acuerdo escritura pública tomó la propiedad de Gonzalo Muñoz de las instalaciones de astilleros, arsenales y los alrededores del Puerto de las Naves. Promovió el tráfico de esclavos, antes de Pero Correa, siendo posible el primer fundador del poblado de San Vicente.
En vista de la fundación de San Vicente por Martim Afonso de Sousa, fue abandonado junto con otros cristianos nuevos condenados cerca de Cananeia alrededor de 1531. Posteriormente, se vengó saqueando São Vicente durante la Guerra de Iguape.
Según algunos historiadores, el licenciado ya vivía en Brasil incluso antes de la llegada de Pedro Álvares Cabral en 1500. Sin embargo no hay documentos que lo confirmen, posiblemente debido a su condición de exiliado, de judío, o por divergencias políticas en torno a su figura.